# Сакрален
Сакрален (на английски: sacral и на латински: sacrum – свещен, посветен на боговете) означава отнасящ се до божественото, в широк смисъл това е всичко, което има отношение към божественото, религиозното, небесното, ирационалното, мистичното, отличаващото се от ежедневното, от ежедневните неща, понятия и явления. Сакралните обекти имат не толкова материално измерение, но и духовно, свързани са с нещата от по-висш разред. Сакралното изкуство въплъщава идеите и образите на Божественото. Сакралното се противопоставя и е противоположно на профанното, тоест, ежедневното.